# Agencja Robotnicza
Agencja Robotnicza (AR) – założona w 1948 roku, polska agencja prasowa.
Powstanie Agencji Robotniczej związane było z połączeniem Robotniczej Agencji Prasowej Polskiej Partii Robotniczej i Socjalistycznej Agencji Prasowej Polskiej Partii Socjalistycznej.
W 1967 roku w skład AR weszła założona w 1944 roku Agencja Publicystyczno-Informacyjna.
Agencja Robotnicza podporządkowana była Robotniczej Spółdzielni Wydawniczej „Prasa”.